# Alma Fahlstrøm

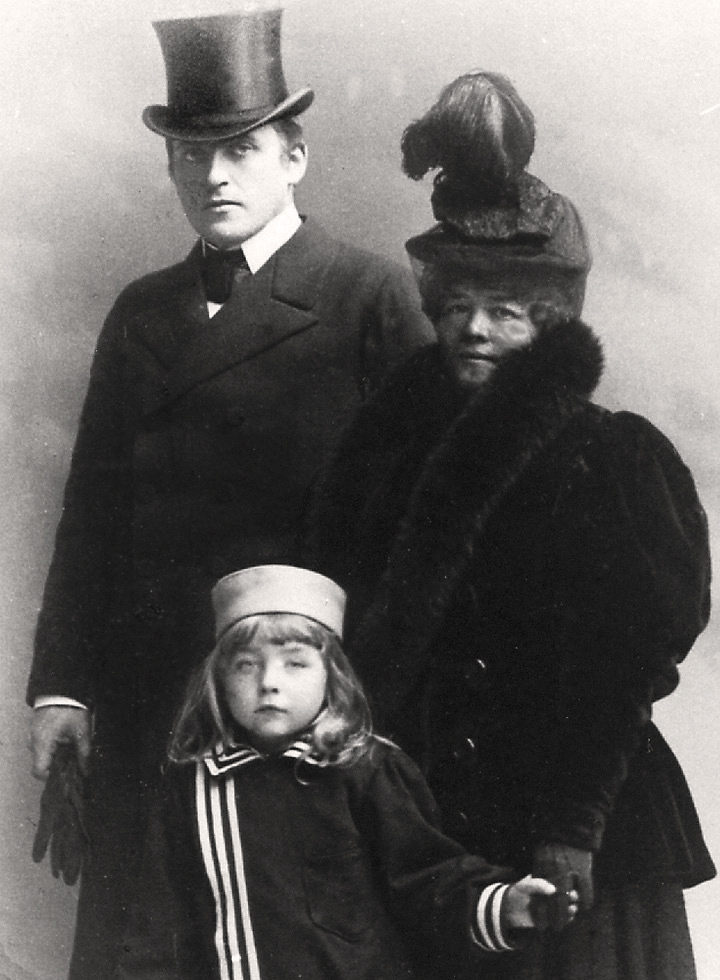
Familie Fahlstrøm (etwa 1900)

Alma Isabella Fahlstrøm (* 23. November 1863 in Skanderborg als Alma Isabella Bosse; † 29. Mai 1946 in Oslo) war eine norwegische Schauspielerin, Regisseurin, Pianistin und Theatermanagerin dänischer Herkunft.

## Leben
Alma Isabella Bosse wurde 1863 in Skanderborg als Tochter von Johan Heinrich Bosse (1836–1894) und Anne-Marie Lehmann (1836–1894) geboren. Sie war die Schwester des Soziologen Ewald Bosse (1880–1956), der Sängerin Dagmar Möller und der Schauspielerin Harriet Bosse (1878–1961), die für einige Zeit mit dem Dramatiker August Strindberg (1849–1912) verheiratet war. 1889 heiratete sie ihren Schauspielkollegen Johan Fahlstrøm (1867–1938). Im Jahr 1897 gründeten sie und ihr Mann das Centralteatret in Oslo. Das Theater war besonders bekannt für ein Repertoire an leichten Komödien, Revuen und Operetten sowie für norwegisches Drama. Das Ehepaar betrieb anschließend von 1903 bis 1911 das Fahlstrøm-Theater. Am 5. Juli 1893 brachte sie ihren einzigen Sohn Arne Fahlstrøm zur Welt, welcher jedoch bei der Titanic-Katastrophe im Jahr 1912 sein Leben verlor. Nach dem Sohn wurden zwei Rettungsschiffe der NSSR benannt. Sie selbst verstarb am 29. Mai 1946 in Oslo.